# جنگنده شبانه

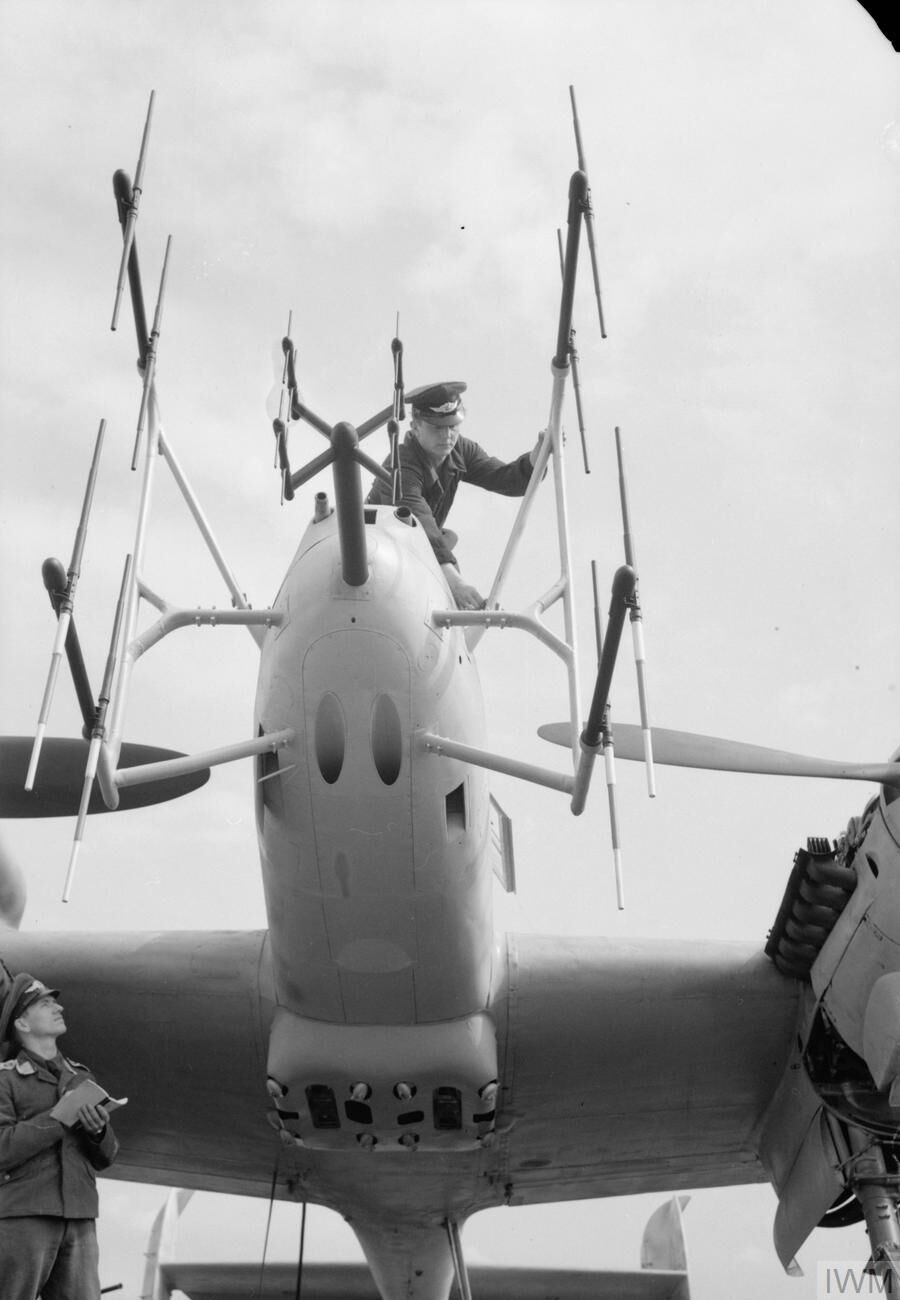
دماغه‌ی یک هواگرد مسرشمیت بی‌اف ۱۱۰ مجهر به رادار لیختن‌اشتاین

یک جنگنده شبانه (انگلیسی: Night fighter) (یا جنگنده یا رهگیر مناسب برای همه شرایط آب و هوایی) نوعی هواپیمای جنگنده است که برای کار در شرایط شب یا آب و هوای بد با دید کم طراحی شده‌است. این نوع هواگردها اولین بار در زمان جنگ جهانی اول مورد استفاده قرار گرفتند و پس از آن گسترش یافتند.